# Atrai
Atrai è un sottodistretto (upazila) del Bangladesh situato nel distretto di Naogaon, divisione di Rajshahi. Si estende su una superficie di 284,41 km² e conta una popolazione di 193.256  abitanti (censimento 2011).